# العلاقات البالاوية الكندية
العلاقات البالاوية الكندية هي العلاقات الثنائية التي تجمع بين بالاو وكندا.

## مقارنة بين البلدين
هذه مقارنة عامة ومرجعية للدولتين:
| وجه المقارنة                                              | بالاو                         | كندا                     |
| --------------------------------------------------------- | ----------------------------- | ------------------------ |
| المساحة (كم2)                                             | 465                           | 9.98 مليون               |
| عدد السكان (نسمة)                                         | 21.73 ألف                     | 35.70 مليون              |
| الكثافة السكانية (ن./كم²)                                 | 4.67 ألف                      | 3.58                     |
| العاصمة                                                   | نغيرولمود، كورور              | أوتاوا                   |
| اللغة الرسمية                                             | لغة إنجليزية، اللغة البالاوية | لغة إنجليزية، لغة فرنسية |
| العملة                                                    | دولار أمريكي                  | دولار كندي               |
| الناتج المحلي الإجمالي (بليون دولار)                      | 291.54 مليون                  | 1.65 تريليون             |
| الناتج المحلي الإجمالي (تعادل القوة الشرائية) بليون دولار | 326.12 مليون                  | 1.59 تريليون             |
| الناتج المحلي الإجمالي الاسمي للفرد دولار أمريكي          | 13.50 ألف                     | 43.25 ألف                |
| الناتج المحلي الإجمالي للفرد دولار أمريكي                 | 14.76 ألف                     | 45.07 ألف                |
| مؤشر التنمية البشرية                                      | 0.780                         | 0.913                    |
| رمز المكالمات الدولي                                      | +680                          | +1                       |
| رمز الإنترنت                                              | .pw                           | .ca                      |
| المنطقة الزمنية                                           | ت ع م+09:00                   |                          |

## منظمات دولية مشتركة
يشترك البلدان في عضوية مجموعة من المنظمات الدولية، منها:
| علم المنظمة | اسم المنظمة                        | تاريخ انضمام بالاو | تاريخ انضمام كندا |
| ----------- | ---------------------------------- | ------------------ | ----------------- |
|             | مؤسسة التنمية الدولية              | 16 ديسمبر 1997     | 24 سبتمبر 1960    |
|             | مؤسسة التمويل الدولية              | 16 ديسمبر 1997     | 20 يوليو 1956     |
|             | منظمة حظر الأسلحة الكيميائية       | ?                  | ?                 |
|             | الأمم المتحدة                      | 15 ديسمبر 1994     | 9 نوفمبر 1945     |
|             | البنك الدولي للإنشاء والتعمير      | 16 ديسمبر 1997     | 27 ديسمبر 1945    |
|             | وكالة ضمان الاستثمار متعدد الأطراف | 16 ديسمبر 1997     | 12 أبريل 1988     |
|             | بنك التنمية الآسيوي                | 2003               | 1966              |
|             | يونسكو                             | 20 سبتمبر 1999     | 4 نوفمبر 1946     |

## وصلات خارجية
- موقع وزارة الخارجية الكندية